# ICS藝術學院
ICS藝術學院（ICS College of Arts），位於日本東京都目黑區。是日本最初設立的室內設計專門學校。

## 概要
- 於1963年由柄澤立子創立。正式名稱為學校法人環境造形學院專門學校ICS College of Arts。舊校名為專門學校Interior Center School。

## 沿革
- 1963年起
  - Interior Center School創立
  - 開始日間部本科、夜間部職業科與教養科
  - 校友會（OB會）成立

- 1970年起
  - 日間部本科、國家資格「建築士」受驗資格指定學科認定
  - 校舍搬遷到東京目黑區碑文谷
  - 應可為專修學校
  - 設立專門課程室內設計科（現為室內建築與設計科）與夜間部

- 1990年起
  - 學校法人認可
  - 命名為學校法人環境學院
  - 設立室內裝潢科
  - 記念建校30週年，校舍搬遷到目黑區柿之木坂，建設新校舍
  - 學校命名為專門學校ICS College of Arts
  - 設立專門課程室內工匠科
  - 與英國諾丁漢特倫特大學的學位取得制度（BA·MA）開始

- 2010年起
  - 與日本星巴克咖啡公司實行產學合作方案
  - 室內工匠科科、「建築施工管理技士」、「木造建築士」受驗資格指定學科認定
  - 與大塚家具公司實行產學合作方案
  - 與英國密德薩斯大學的編入學制度（BA·MA）開始

- 2016年起
  - 與日本SHIGIYAMA家具公司實行產學合作方案

## 學科
- 室內建築與設計系
  - 3年制，週五日上課
  - 主要目的是為了培育室內、家具與建築設計師
  - 課程內容主要是學習建築、室內、家具與空間等有關設計

- 室內裝潢系
  - 2年制，每週五日上課
  - 主要目的是為了培育室內裝潢設計師
  - 課程內容主要是學習家具、照明、色彩與素材等的空間構成。

- 室內工匠系
  - 2年制，每週五日上課
  - 主要目的是為了培育室內工匠
  - 課程內容主要是學習施行技術、家具設計與製作

- 室內建築與設計系2部
  - 夜間部2年制，每週三日（星期一、三、五）上課
  - 主要目的是為了培育室內、家具與建築設計師
  - 課程內容主要是可令大學生或工作人事學習到空間設計的相關知識

- 室內配套課程
  - 1年制，每週一日（星期六）上課
  - 課程內容主要是令學生利用自己的風格去打做適合的室內空間

## 校長
- 初代
  - 柄澤立子  學校創始人、日本室內設計師協會成員

- 二代
  - 水野誠  前參議院議員、前西武百貨店社長

- 三代
  - 後藤克彦  日經調查創始者

- 四代
  - 關昭太郎  前山種証券社長、前早稻田大学副学長、前東洋大学理事

- 五代
  - 丸谷博男  建築家、一級建築士

## 教授·講師
- 理事·教授
  - 岩倉榮利  福島縣出身、室內·家具設計師、岩倉榮利造形開発研究所代表

- 特別講師
  - Manuel TARDITS  法國巴黎出身、建築家
  - Frank la Rivière  荷蘭出身、一級建築士
  - 伊藤雅春  愛知縣出身、一級建築士
  - 佐佐木高之  廣島縣出身、室內·建築設計師
  - 根本惠司  東京都出身、室內設計師
  - 往蔵稲史仁  富山縣出身、室內設計師
  - 宮原輝夫  東京都出身、一級建築士
  - 横堀健一  石川縣出身、一級建築士
  - 大竹正芳  東京都出身、一級建築施工管理技士